# Утекач
Утекач (словац. Utekáč, угор. Újantalvölgy) — село, громада в окрузі Полтар, Банськобистрицький край, центральна Словаччина. Кадастрова площа громади — 26,88 км². Населення — 946 осіб (за оцінкою на 31 грудня 2017 р.).
Перша згадка 1536 року.

## Населення
| Рік:            | 1994. | 2004.    | 2014.    | 2024.    |
| --------------- | ----- | -------- | -------- | -------- |
| Кількість осіб: | 1299  | 1142     | 1005     | 825      |
| Різниця:        |       | -12,08 % | -11,99 % | -17,91 % |

| Рік:            | 2023. | 2024.   |
| --------------- | ----- | ------- |
| Кількість осіб: | 837   | 825     |
| Різниця:        |       | -1,43 % |